# Tour Choukhov de Konotop
La tour Choukhov (en russe : Водонапорная башня (Конотоп)) est une tour de radio et télé-diffusion située à Konotop, en Ukraine.

## Galerie d'images

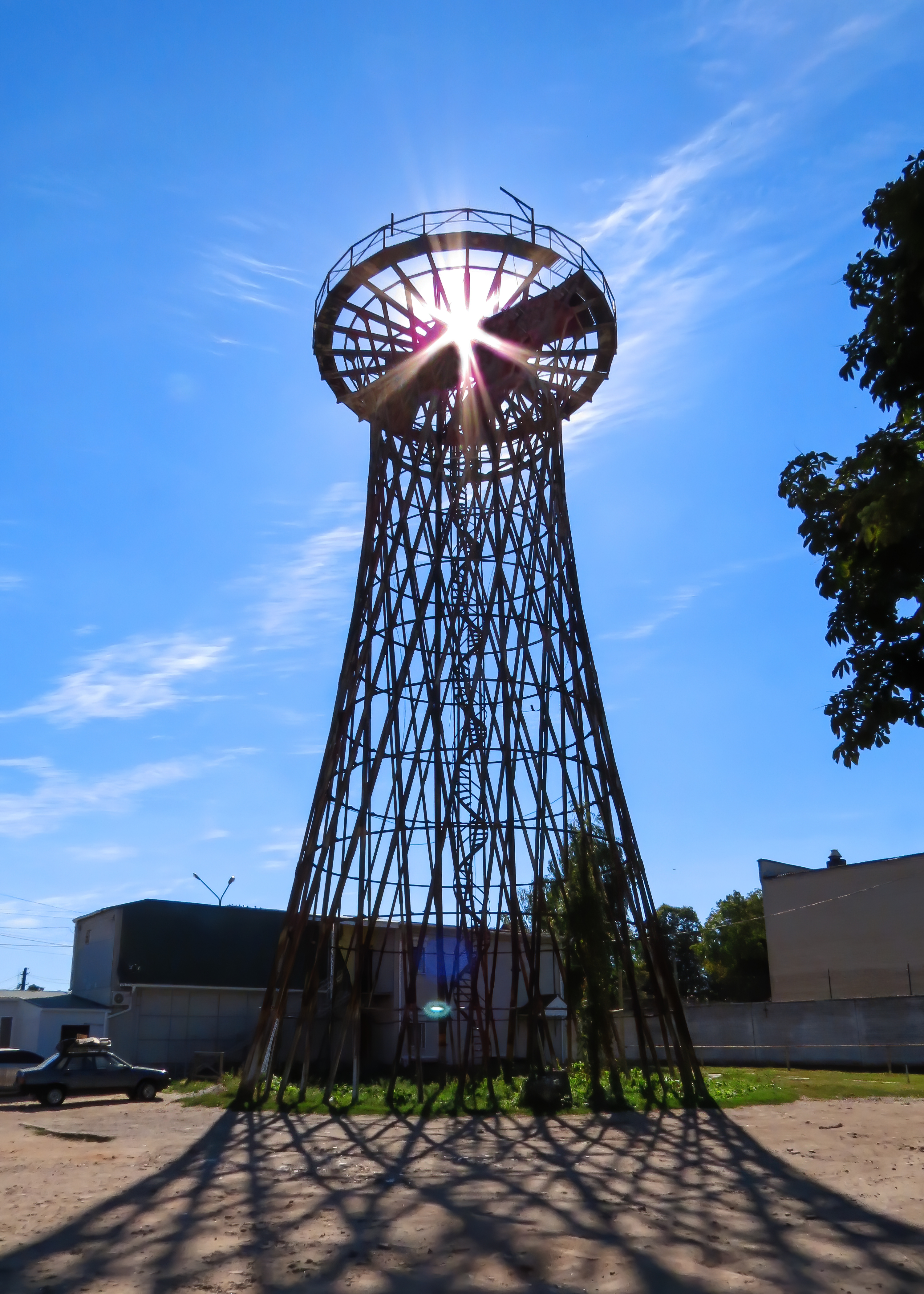
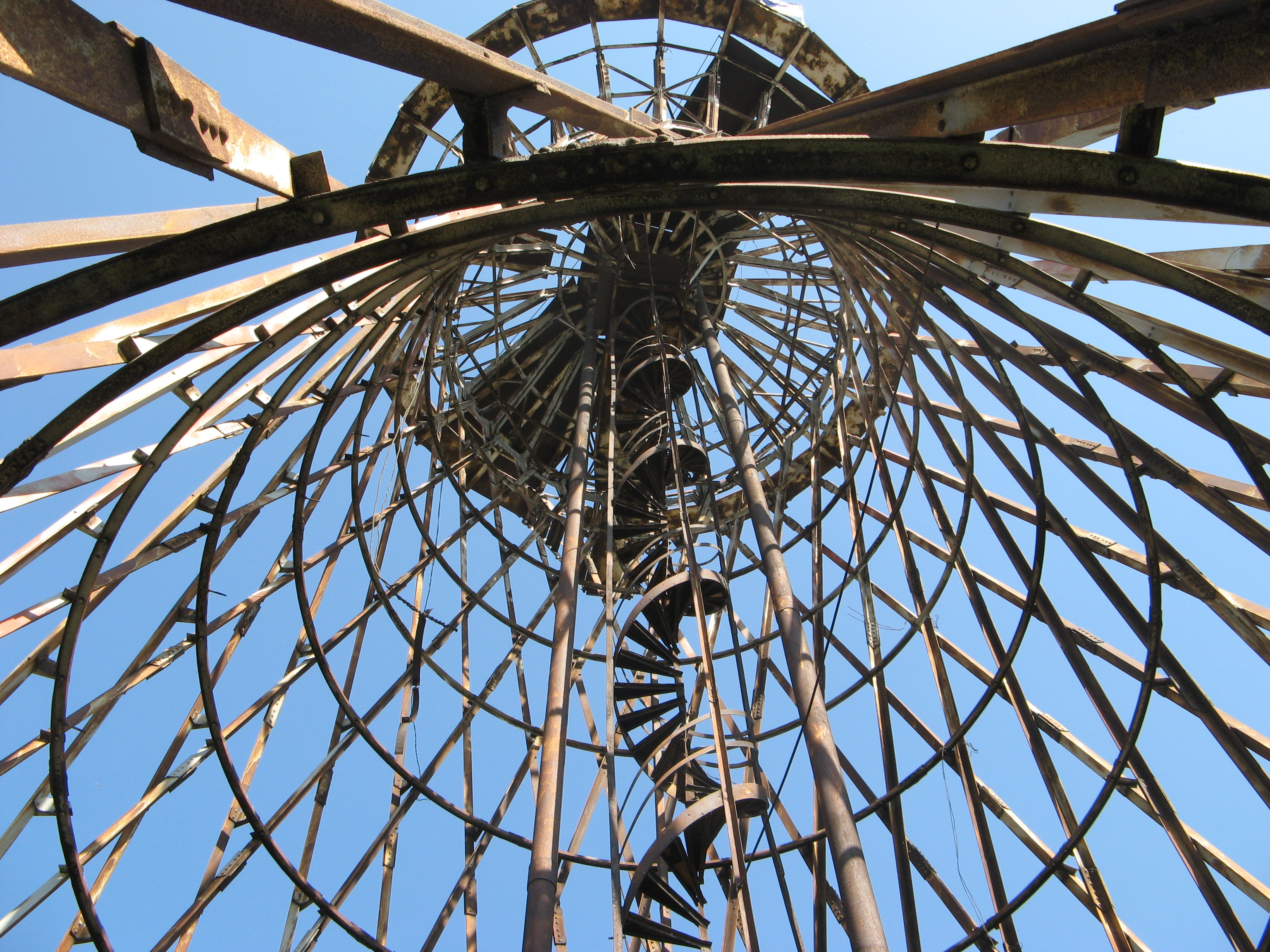

## Historique
Elle est édifiée en 1929.